# Chiesa delle Croci

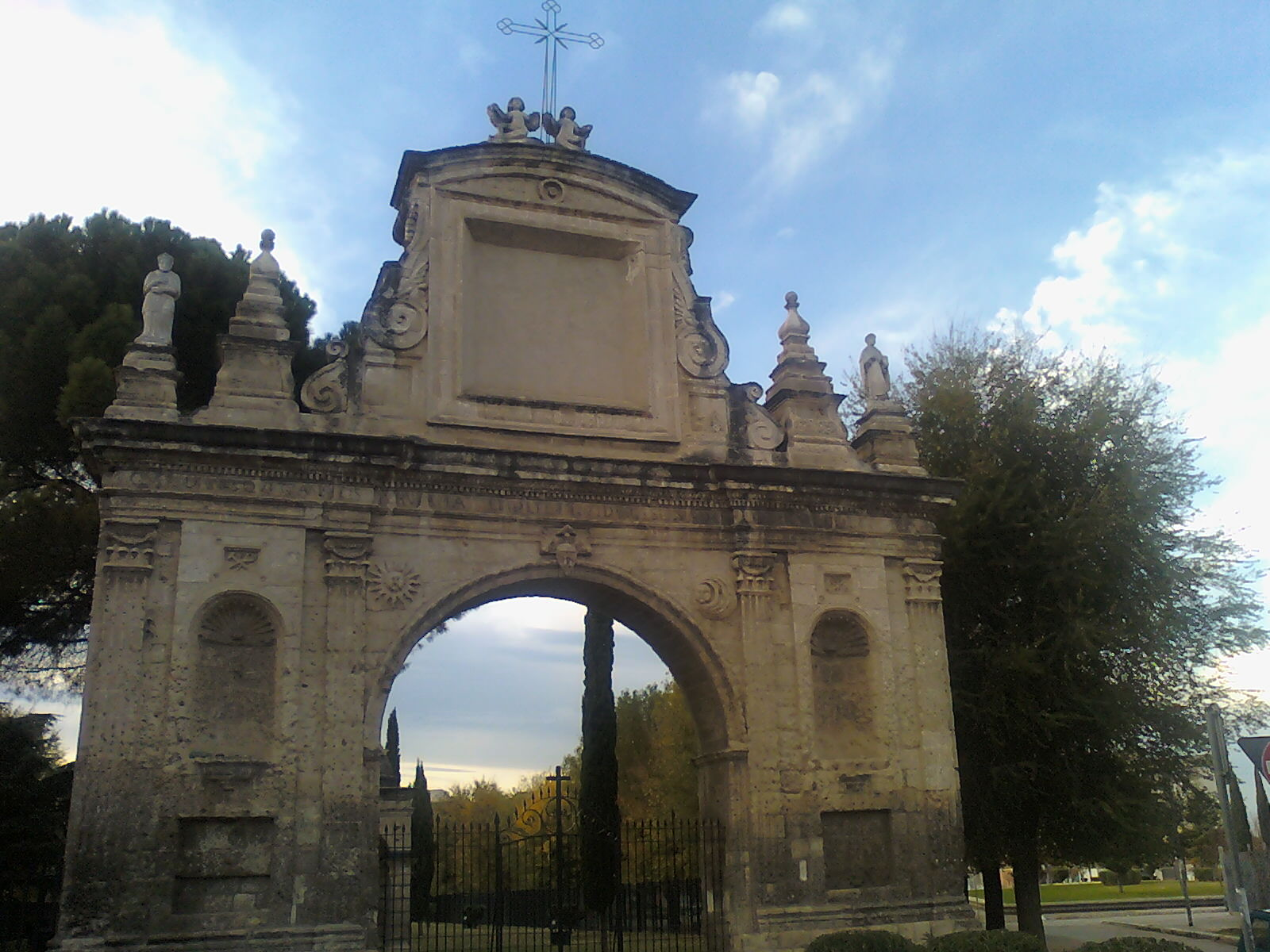
La facciata

La chiesa delle Croci (il cui nome ufficiale è chiesa di Monte Calvario) è una chiesa di Foggia.

## Storia
La costruzione della chiesa risale al 1693 e venne eretta sul luogo in cui il padre cappuccino Antonio da Olivadi piantò sette croci lungo il percorso di una processione penitenziale. Tale Via Crucis venne fatta per scongiurare la carestia che imperversava nel Tavoliere delle Puglie in quegli anni a causa della siccità; la storia narra che al termine del percorso penitenziale un temporale si abbatté sulla città.

## Caratteristiche
Dove erano le croci oggi si trovano i cinque monumenti di cui è composto il complesso monumentale, in quanto due furono abbattuti per far posto alla Chiesa. Il complesso è formato da un arco trionfale in stile barocco, cinque cappelle e una chiesa con pianta a croce latina. All'interno della chiesa è conservata una reliquia del S. Legno della Croce di Gesù, e una tela di scuola napoletana che raffigura la Salita al Calvario. Al disotto della chiesa vi è una cripta dove sono custodite le spoglie dei soldati della I guerra mondiale, e dove si dice avvenissero le riunioni dei carbonari dauni durante il Risorgimento.
Questo luogo è di particolare rilevanza essendo nel punto d'arrivo dei tratturi L'Aquila-Foggia e Celano-Foggia.
Il complesso è stato dichiarato monumento nazionale per la sua unicità stilistica.